# 꽈리고추
꽈리고추는 고추의 한 재배종으로, 모양이 쭈글쭈글한 것이 특징이다.

## 쓰임새
한국 요리와 일본 요리에 쓰인다.

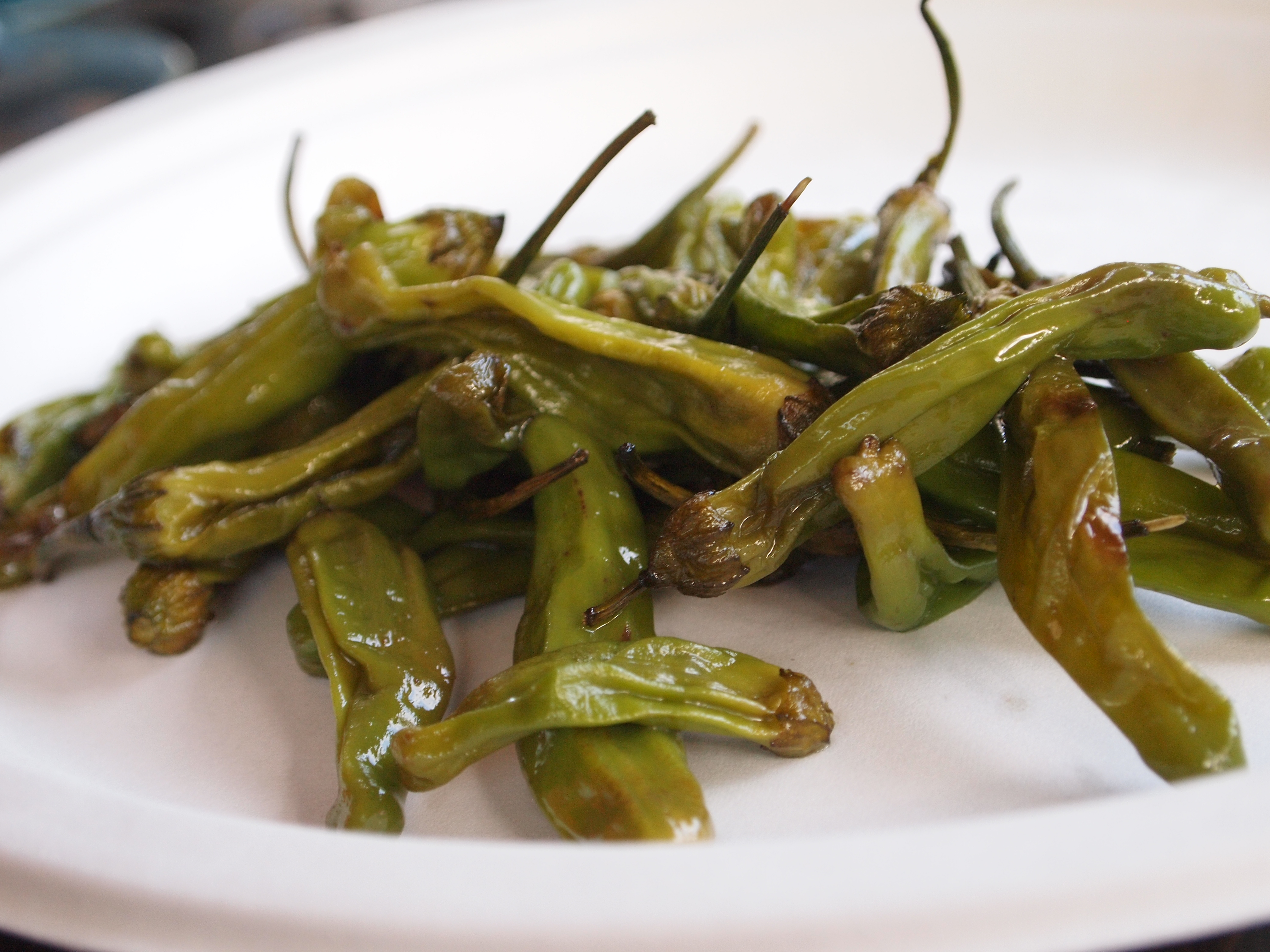
꽈리고추볶음

## 같이 보기
- 꽈리